# Манербіо
Манербіо (італ. Manerbio) — муніципалітет в Італії, у регіоні Ломбардія,  провінція Брешія.
Манербіо розташоване на відстані близько 430 км на північний захід від Рима, 75 км на схід від Мілана, 19 км на південний захід від Брешії.
Населення — 13 075 осіб (2014).
Щорічний фестиваль відбувається 10 серпня. Покровитель — Святий Лаврентій.

## Демографія
Населення за роками:

Станом на 1 січня 2023 року в муніципалітеті офіційно проживали 1994 іноземці з 60 країн, серед них 393 громадяни країн Євросоюзу та 68 громадян України.

## Уродженці
- Лука Луцарді (*1970) — відомий у минулому італійський футболіст, захисник, згодом — футбольний тренер.

## Сусідні муніципалітети
- Баньйоло-Мелла
- Бассано-Брешіано
- Чиголе
- Лено
- Оффлага
- Сан-Джервазіо-Брешіано
- Веролануова